# Dankaran Tuman
Dankaran Tuman, también escrito como Dankaran Toumani, fue un faama del Malí preimperial y el medio hermano de Sundiata Keïta. En la Epopeya de Sundiata se lo describe como un hombre fácilmente influenciado por su madre Sassouma Bereté. Fue rey de Malí en lugar de Sundiata hasta el rey de los s, Soumaoro Kanté, invadió el reino de Malí. Ofreció a su hermana Nana Triban en matrimonio como señal de sumisión. Los excesos violentos del rey-hechicero llevaron a los mandingas a rebelarse. Estos intentaron convencer a Dankaran para comandarlos; sin embargo, temiendo represalias, Dankaran huyó a los bosques. Así Soumaoro anexó el territorio de Malí hasta el regreso de Sundiata.